# Бій під Улус-Кертом
Бій під Улус-Кертом — епізод Другої російсько-чеченської війни, в ході якого 29 лютого — 1 березня 2000 солдати і офіцери 104-го гвардійського парашутно-десантного полку ЗС РФ вступили в бій із підрозділами Збройних сил Чеченської Республіки Ічкерія під м. Аргун в Чечні. У бою полягли 84 з 90 російських десантників. У російській історіографії також носить назву «Бій за висоту 776».

## Передумови бою
Наприкінці лютого 2000 року, після захоплення Грозного збройними силами Росії і битви за Шатой, з'єднання ЗС ЧРІ під командуванням Хаттаба і Басаєва проривалася на північний схід до Ведено. При цьому про кількість і дислокацію чеченських воїнів, за твердженням генерал-полковника Георгія Шпака і майора Віталія Агапова відомостей не було.
За словами Шпака, командувач федеральним угрупованням Геннадій Трошев доручив командиру 104-го полку прикрити тили військ блокпостами біля села Улус-Керт. За словами Агапова, з середини лютого стояла хороша погода, навіть на висотах був несильний мороз, стрілянина з обох сторін припинилася: «Ми вважали, що, ну, як реально, бойові дії закінчилися. Про те, що тут знаходиться мінімум півтори тисячі бойовиків, взагалі ніхто не знав».

## Вимарш федеральних військ
28 лютого шоста рота та один взвод четвертої роти другого батальйону 104-го полку 76-ї гвардійської Чернігівської Червонопрапорної десантно-штурмової ордена Суворова дивізії ЗС РФ отримали наказ зайняти висоту Істи-Корд, щоб перекрити шлях на Сельментаузен. Але через погіршення погодних умов вона змогла дійти за день тільки до гори Дембаїрзи.
Оскільки командування шостою ротою щойно прийняв Сергій Молодов, який навіть не встиг ознайомитися з особовим складом, — то разом з шостою ротою виступив командир батальйону Марк Євтюхін. Рано вранці 29 лютого група довгим ланцюгом висунулася в напрямку Улус-Керта.
Близько 11.10 розвідувальний дозір на чолі зі старшим лейтенантом Олексієм Воробйовим, що йшов на 100—150 метрів попереду, біля гори виявив групу чеченців. За їх координатами коректувальник, капітан Віктор Романов, навів вогонь артилерії, що стояла під Махкети. Артилерія декількома залпами знищила чеченців.

## Відступ росіян до висоти 776
О 12.30 хтось із російських розвідників зірвав розтяжку, і заступник командира розвідувального взводу, старший сержант Сергій Медведєв, отримав осколкове поранення в ногу. Щоб розібратися в ситуації на місці, Сергій Молодов з декількома бійцями висунувся до розвідників, але був тут же смертельно поранений снайпером в шию.
Воробйов доповів по рації, що зав'язався бій, вогонь снайперів не дає підняти голову і наблизитися до Молодова, чеченці підтягують додаткові сили. Посилився вогонь зі стрілецької зброї і підствольних гранатометів. Росіяни ухвалили рішення відійти на схил 776-й висоти.

## Бій за висоту (29 лютого)

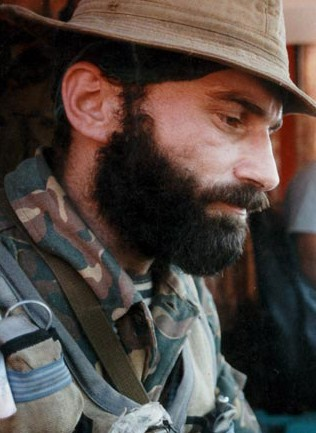
Шаміль Басаєв

Російська версія. Чеченці, вслід за росіянами, також дійшли до висоти 776. За словами лейтенанта Олексія Воробйова, «бойовики йшли в атаку хвилями приблизно по 60 людей». Відстрілявши боєзапас, одна хвиля поступалася місцю іншій, вже зі спорядженим магазином. Після штурмового бою, тривалістю в 10-15 хвилин, чеченці брали коротку паузу, відтягали убитих і поранених, потім знову піднімалися в повний зріст і наступали на розвідників.
Біля висоти, крім розвідувального взводу, бій прийняли ще два взводи десантників, інші розтягнулися на підйомі і були знищені при підході до основних сил. До 17.00 чеченці збільшили щільність вогню і зробили спробу атакувати висоту з двох напрямків. Не добившись рішучого успіху, ічкерійці відійшли для перегрупування сил.
До ночі було ще дві атаки — близько 23.00 — щільний мінометний обстріл. А практично опівночі — масована атака на висоту, обхід російської роти з флангів. До кінця дня десантники втратили третину особового складу.
Також росіяни стверджують, що підкріплення не було. Командир 104-го полку, полковник Сергій Мєлєнтьєв, спершу відмовився задовольнити ініціативу командира першої роти першого батальйону майора Сергію Барана, який зголосився вирушити на підмогу. Мєлєнтьєв сказав, що, судячи з доповідей Євтюхіна, той повністю опанував ситуацією, і ніякої допомоги, крім вогню артилерії, йому не потрібно.

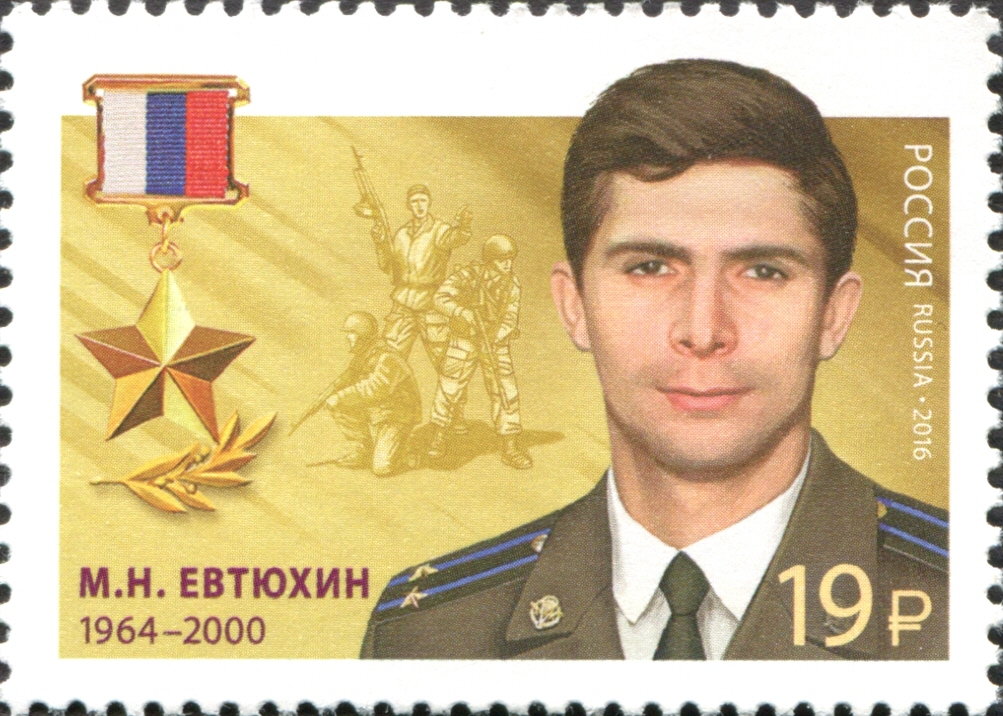
Командир російськими військами у бою під Улус-Кертом Марк Євтюхін.

До вечора Мєлєнтьєв насторожився і доручив-таки Барану відібрати боєздатних, найменш втомлених після маршу бійців, і з ними виступати на допомогу шостій роті для її деблокування. Однак, не дійшовши до висоти, Баран зв'язався близько опівночі з Євтюхіним, який його заспокоїв, сказавши: «Серьога, ти не лізь сюди, ти мені тільки завадиш, я сам розберуся». У підсумку перша рота відійшла на гору Дембаїрзи.
Чеченська версія. Група чеченців, на чолі з Хаттабом, рухалась до Ведено гирлом річки Ваштар. Повстанці були виснажені двотижневим рейдом. Висота 776, зайнята росіянами, була на шляху цього вимаршу. Висоту штурмувало 70 чеченських бійців, 20 з яких загинуло. Пізніше всі загиблі чеченці були перепоховані на кладовищі села Махкети. Федеральні війська застосовували авіацію для ударів по підрозділах ЗС ЧРІ, які йшли на штурм висоти.

## Штурм чеченців (1 березня)
Російська версія. Вночі 1 березня на якийсь час настало затишшя, і до 03.00 на позиції шостої роти прорвався третій взвод (який залишив свої позиції) четвертої роти на чолі з майором Олександром Доставаловим (15 осіб). Майор був поранений при прориві. Росіянам пропонували здатися або пропустити рейдуючий підрозділ, — згадував рядовий 104-го гвардійського парашутно-десантного полку ЗС РФ Роман Христолюбов.
З 05.00 ранку ічкерійці знову здійснили масовану атаку на висоту з усіх напрямків. Один з шести уцілілих бійців роти Андрій Поршнєв згадував, що «бойовики йшли на десантників стіною». По чеченцях була застосована штурмова авіація. Через годину бій було завершено.
Колишній офіцер 45-го полку спеціального призначення ЗС РФ Андрій Лобанов зазначає, що його група запізнилась із підмогою і прибула вже після завершення бою.
Чеченці не лише зайняли висоту 776, але й утримували її протягом 3 годин. Росіяни, приблизно опівдні, детально оглянули місце бою та перерахували своїх загиблих — 84 трупи. Водночас, Лобанов не називає кількості тіл з чеченського боку, що були залишені на горі та біля її підніжжя. Однак, стверджує, що чеченців загинуло більше ніж росіян.
Чеченська версія. Чеченські джерела спростовують російські твердження про «стіни бойовиків, що йшли в атаку» та про «масований штурм». Згідно з повідомленнями сайту «Кавказ-Центр», у штурмі висоти брали участь 70 чеченських бійців. Натомість росіяни значно перебільшують чисельність ічкерійців, що брали участь в штурмі, для того, аби згладити враження від розгрому російських військ і приховати низькі бойові та моральні якості росіян. За два дні боїв, за чеченськими джерелами, сумарно загинуло 25 військових ЗС ЧРІ. За тиждень після бою під Улус-Кертом росіянами та чеченцями, що воювали на боці федеральних сил, були розстріляні 42 поранених бійці ЗС ЧРІ, залишених чеченським командування на лікування у селян присілку Дуц-Хутор Сельментаузенського сільського поселення.

## Оцінки

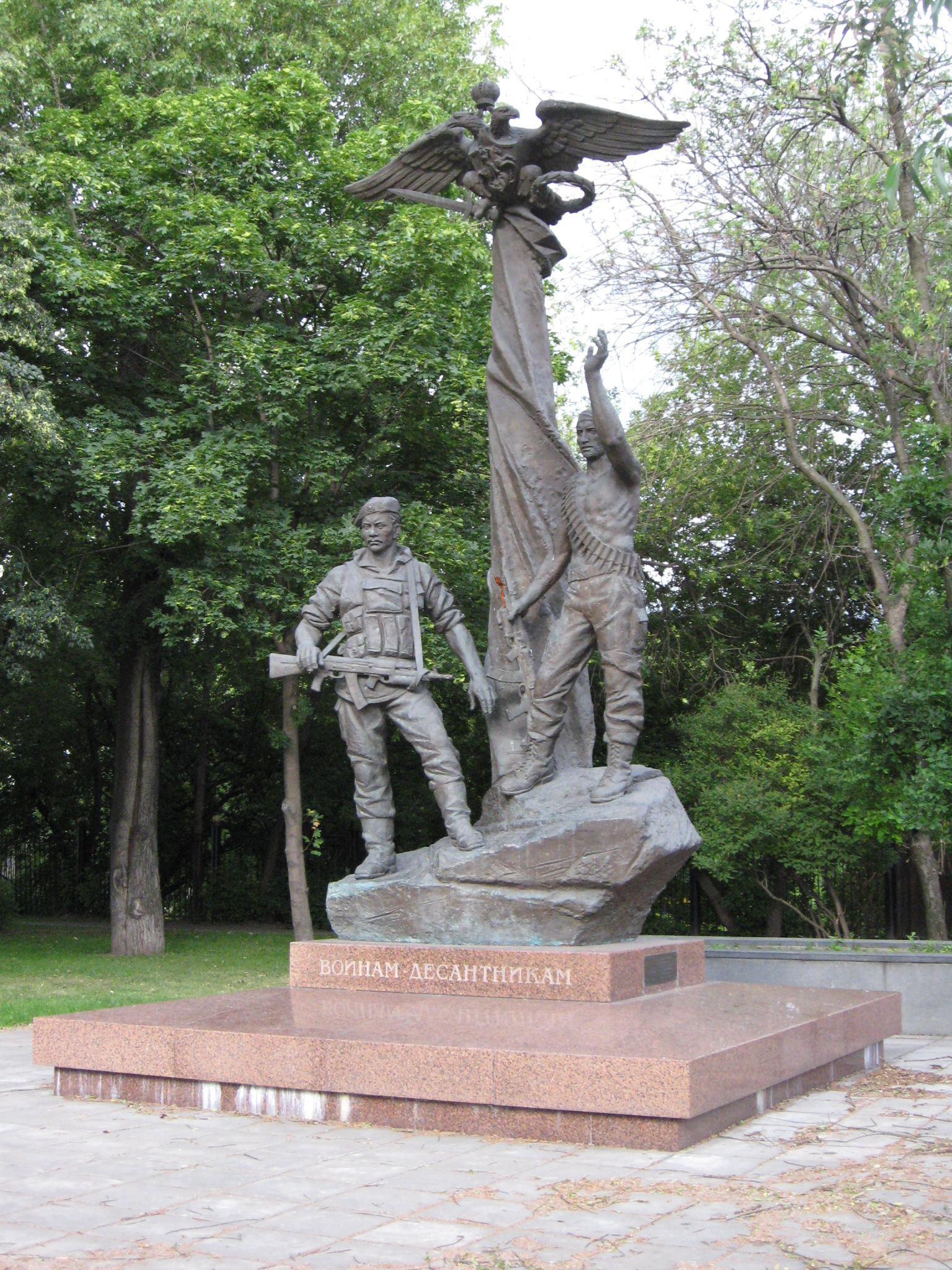
Пам'ятник псковським десантникам у Москві.

Ічкерійські та російські джерела сильно розходяться як в оцінках чисельності підрозділів, що брали участь у бою, так і в оцінках незворотних втрат. Наприклад, російська «Нова газета» у своїх великій редакційній статті «Як загинула 6 рота», пише про «2 500 чеченських бойовиків», що взяли участь у бою з федеральними військами. У тій же публікації наводяться дані про російські втрати — 71 солдат, 13 офіцерів. Також російські джерела озвучують надзвичайно високі цифри втрат серед чеченських бійців: від 400 до 500 осіб загиблими та пораненими.
Натомість чеченські джерела подають цілком відмінну статистику, як і картинку бою. Ветерани ЗС ЧРІ стверджують, що колона чеченських військ, що проривалась до Ведено, хоча і була чисельною, однак лише незначна її частина брала участь у бою. В складі колони рухалась велика кількість хворих та поранених. Частини з яких, наприклад як Шаміля Басаєва з відірваною ногою, несли на руках. Басаєв наказав Хаттабу відібрати штурмову групу та атакувати десантників. Спершу Хаттаб відмовився, пояснивши, що колона зможе оминути росіян, не вступаючи в бій. Однак, Басаєв сказав, що в разі проходження колони повз десантників, вона опиниться у вразливому становищі, зокрема, під обстріл потрапить ар'єргард колони. Зрештою, Хаттаб відібрав 70 бійців штурмової групи і сам її очолив.
Навіть у російських ЗМІ чимало запитань виклала та обставина, як велике військове з'єднання, чисельністю у понад 2000 бійців, непомітно пройшло велику відстань маршем на схід повз район, нашпигований російською регулярною армією та спецпризначенцями. Колишній офіцер 45-го полку спеціального призначення ЗС РФ Андрій Лобанов так коментує це питання: «Те, що не помітили таку масу людей… ну, треба віддати їм належне — вони досить вміло маскувалися».
Російська влада вже у 2000 р. почала активно працювати над формуванням міфічного образу псковських десантників, що в нерівному бою з набагато чисельнішим та неймовірно підступним і жорстоким ворогом проявили дива героїзму та військового мистецтва. Пізніше російське телебачення транслювало повідомлення про «штурм бойовиків, що в 20 разів перевищували чисельність російських військ». Вже у 20-ту річницю бою (2020 рік) телеканал МО РФ «Звєзда» збільшив перевагу чеченських військових з 20 до 30 разів. З'явились численні передачі та телевізійні сюжети про героїзм псковських десантників. Була озвучена навіть цифра у 500 тис. доларів США, запропонована чеченцями росіянам для організації «зеленого коридору».
Починаючи з 2000 р. російська федеральна влада розпочала кримінальне переслідування чеченських військових, які брали участь у бою під Улус-Кертом. У цій справі, в якості обвинувачених проходять і українці: Станіслав Клих, Микола Карп'юк, Олександр Малофєєв. Вже після звільнення з російського ув'язнення, і М. Карп'юк, і С. Клих неодноразово спростовували свою участь в Першій та Другій російсько-чеченських війнах.